# Bousse (Moselle)

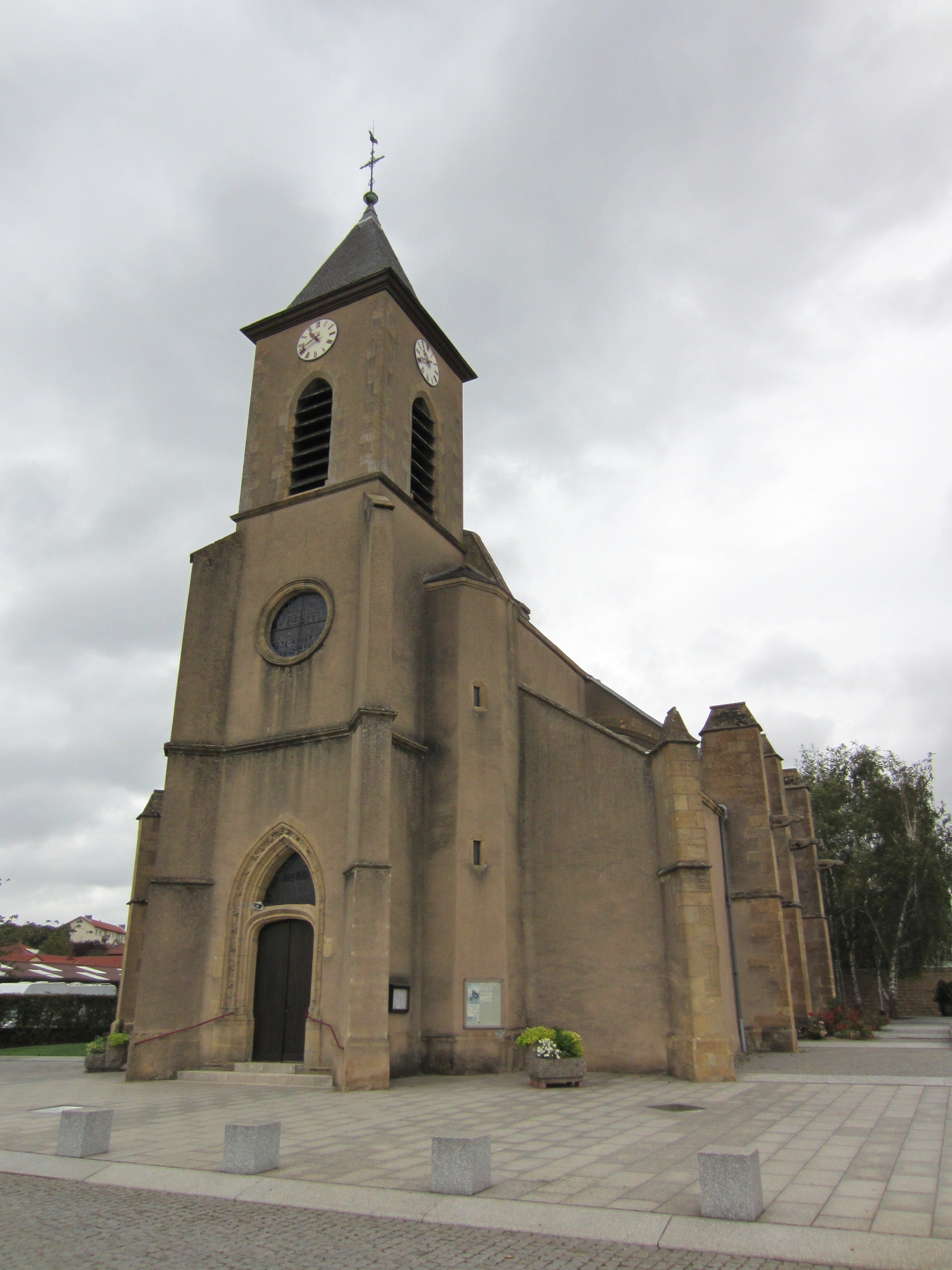
Kirche der Geburt der Heiligen Jungfrau Maria

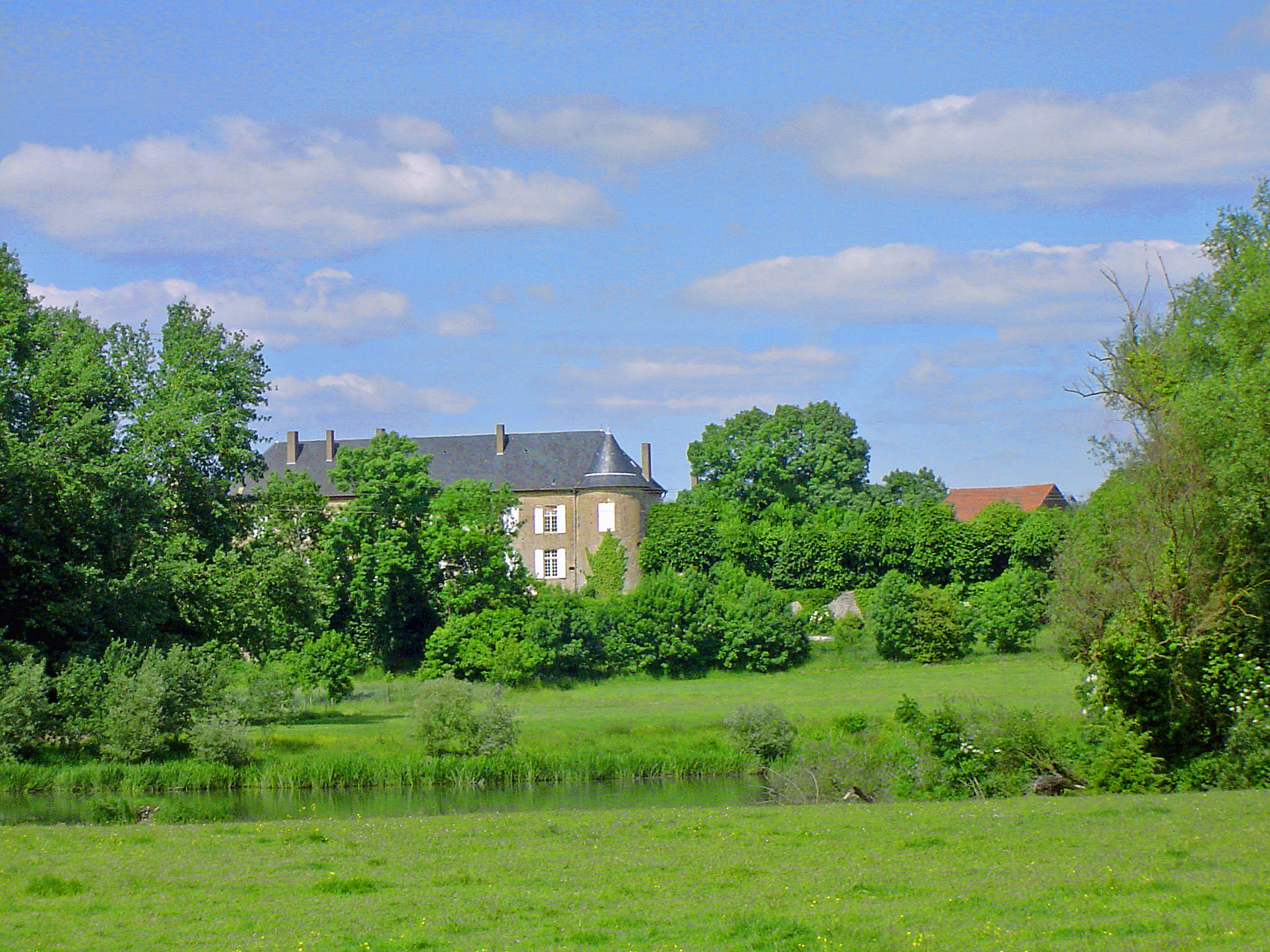
Schloss Blettange (Blettingen)

Bousse (deutsch Buß, lothringisch Buuss) ist eine französische Gemeinde mit 3254 Einwohnern (Stand 1. Januar 2022) im Département Moselle in der Region Grand Est (bis 2015 Lothringen).

## Geografie
Die Gemeinde liegt im historischen Lothringen am linken Ufer der Mosel, zehn Kilometer südlich von Thionville (Diedenhofen) und zwei Kilometer östlich von Richemont (Reichersberg). Zur Gemeinde gehört seit 1791 das Dorf Blettange (Blettingen).

## Geschichte
Der Ort gehörte dem Bistum Metz.
Er wurde 1224 erstmals erwähnt. Buß lag im Mittelalter noch auf der deutschen, seitdem aber auf der französischen Seite der damaligen deutsch-französischen Sprachgrenze. Der Ortsname leitet sich von dem deutschen Wort Buße her und geht auf ein Kloster an dieser Stelle zurück. Durch den Pyrenäenfrieden wurde der Ort 1659 Frankreich einverleibt.
Durch den Frankfurter Frieden vom 10. Mai 1871 kam die Region an das deutsche Reichsland Elsaß-Lothringen, und das Dorf wurde dem Kreis Diedenhofen im Bezirk Lothringen zugeordnet. Die Dorfbewohner betrieben Getreide-, Obst-  und Weinbau sowie Viehzucht. Nach dem Ersten Weltkrieg musste die Region aufgrund der Bestimmungen des Versailler Vertrags 1919 an Frankreich abgetreten werden und wurde Teil des Département Moselle. Im Zweiten Weltkrieg war die Region von der deutschen Wehrmacht besetzt.
Seit 1879 führt bei Buß eine Brücke über die Mosel. Sie wurde im Krieg zwei Mal zerstört (1940 und 1944) und jeweils wieder aufgebaut.

### Demografie
| Jahr      | 1962 | 1968 | 1975 | 1982 | 1990 | 1999 | 2007 | 2019 |
| Einwohner | 1081 | 1387 | 2079 | 2576 | 2575 | 2333 | 2718 | 3205 |

## Persönlichkeiten
- Antoine Morlot (1766–1809), General der Infanterie

## Sehenswürdigkeiten
- Kirche Nativité-de-la-Bienheureuse-Vierge-Marie (Kirche der Geburt der Heiligen Jungfrau Maria), mit spätgotischem Kirchenschiff und neuem Turm, gehörte bis 1788 dem Johanniterorden[2]